# Nahalal
Nahalal (Hebreeuws:  נהלל) is de oudste mosjav van Israël. Nahalal ligt in het noorden van het land en maakt deel uit van de regionale raad van de Jizreëlvallei. Nahalal telt ongeveer 750 inwoners.

## Bekende inwoners
- Moshe Dayan (1915-1981), militair en staatsman
- Amir Pnueli (1941-2009), wiskundige en informaticus
- Meir Shalev (1948-2023), schrijver